# Assiniboia-Est
Pour les articles homonymes, voir Assiniboia.
Assiniboia-Est fut une circonscription électorale fédérale d'abord des Territoires-du-Nord-Ouest et ensuite de la Saskatchewan, représentée de 1887 à 1908.
La circonscription d'Assiniboia-Est a été créée en 1886 sur le territoire des Territoires-du-Nord-Ouest. Lorsque la Saskatchewan devint province de la Confédération canadienne en 1905, la circonscription représenta cette province. Abolie en 1907, elle fut redistribuée parmi Assiniboia, Qu'Appelle et de Saltcoats.

## Députés
1. 1887-1888 — William Dell Perley, CON
2. 1888-1892 — Edgar Dewdney, CON
3. 1892-1896 — William Walter McDonald, CON
4. 1896-1904 — James Moffat Douglas, PLC
5. 1904-1908 — John Gillanders Turriff, PLC

- CON = Parti conservateur du Canada (ancien)
- PLC = Parti libéral du Canada